# Ana María González (cantante mexicana)
Ana María González Tardos (Xalapa-Enríquez, Veracruz, 31 de agosto de 1918-Ciudad de México, 18 de junio de 1983), conocida como la Voz Luminosa de México, fue una cantante mexicana. Se le conoció por Iberoamérica y España.

## Biografía y carrera
Nació en Xalapa-Enríquez, la capital de Veracruz, en 1918. El nombre de su padre era Mario González, y el de su madre, Trinidad Tardos. Su familia era humilde, y en su barrio todos la conocían por su talentosa voz, con la cual interpretaba las canciones de moda. Después, su familia se trasladó a la Ciudad de México, donde ella se inició como cantante en un programa de aficionados de la estación XEB. Su participación en el programa fue un gran éxito, y la contrataron para cantar en el Teatro Salón Lírico, donde le pagaban seis pesos por cada presentación. En 1941, acompañó a Agustín Lara en una gira por Sudamérica, y en Argentina estrenó el famoso bolero «Solamente una vez».

Estando en Buenos Aires, Lara compuso uno de los boleros que más contribuyeron a mi fama en todo el mundo: «Solamente una vez», que le dedicó a José Mojica, uno de los grandes cantantes líricos de México, que entonces había anunciado su decisión de retirarse al mundo religioso. Entonces me lo dio para que lo estrenara en un programa de Radio Belgrano, durante una mañana del mes de junio.
Ana María González

El 13 de mayo de 1948, estrenó el chotis «Madrid», de Agustín Lara, en la emisora Radio Madrid.

Yo estaba preparando un viaje a España, mi primer viaje. Un locutor amigo mío me dijo que Lara tenía un buen tema. Se refería, claro está, al chotis. Hablé con Agustín Lara y le pareció bien que yo lo estrenara. «Será tu tarjeta de presentación en España», me dijo. Y así fue. En Radio Madrid, acompañada por una gran orquesta de cuarenta profesores, dirigida por el maestro Tejada, lo estrené. Fue un éxito inmediato, el cual no me abandonó jamás. Desde entonces no he podido quitarlo de mi repertorio. En todas partes me lo piden.
Ana María González

### Muerte
Falleció el 18 de junio de 1983, víctima de un paro cardíaco, en la Central Quirúrgica de la capital mexicana. Sus restos fueron sepultados en el lote de la Asociación Nacional de Actores en el Panteón Jardín.

## Discografía

### Sencillos
- «Amado mío» (1943)
- «De hoy en adelante» (1943)
- «Esta noche» (1944)
- «Recompensa» (1944)
- «La hija de don Juan Alba» (1945)
- «Sinfonía» (1945)
- «La medallona» (1948)
- «Bahía» (1950)
- «Espinita» (1950)
- «Albricias» (1952)
- «El emigrante» (1954)
- «Un compromiso» (1955)

### Álbumes de estudio
- Noche y día y otros éxitos en la voz de Ana María González (RCA Víctor)
- Ahora (Cisne)

### Álbumes recopilatorios
- Los éxitos de Ana María González (RCA Camden)
- 15 éxitos (Orfeón)
- Las estrellas de la época azul: Ana María González (BMG, 1992)